# Young Dumb Thrills
Young Dumb Thrills – szósty studyjny album brytyjskiego zespołu McFly. Wydany 13 listopada 2020 roku jest pierwszym od dziesięciu lat studyjnym albumem zespołu. Promuje go utwór „Hapiness”. 
W pierwszym tygodniu od premiery, album pojawił się na drugim miejscu Top 40 UK Albums Chart oraz na pierwszym miejscu Official Independent Albums Chart Top 50.

## Utwory
1. Hapiness (Tom Fletcher, Danny Jones, Dougie Poynter, Harry Judd, Jason Perry, Oberdan Oliveira)
2. Another Song About Love (Fletcher, Jones, Poynter, Judd, Perry)
3. You're Not Special (Fletcher, Jones, Poynter, Judd)
4. Head Up (Fletcher, Jones, Poynter, Judd, Perry, Rat Boy)
5. Tonight Is The Night (Fletcher, Jones, Poynter, Judd, Perry, Rat Boy)
6. Young Dumb Thrills (feat. Rat Boy) (Fletcher, Jones, Poynter, Judd, Perry, Rat Boy, Todd Dorigo)
7. Growing Up (feat. Mark Hoppus) (Fletcher, Jones, Poynter, Judd, Perry, Rat Boy, Hoppus)
8. Mad About You (Fletcher, Jones, Poynter, Judd, Rat Boy)
9. Sink or Sing (Fletcher, Jones, Poynter, Judd)
10. Like I Can (Fletcher, Jones, Poynter, Judd)
11. Wild and Young (Fletcher, Jones, Poynter, Judd, Jake Gosling, Chris Leonard)
12. Not The End (Fletcher, Jones, Poynter, Judd)